# الأفروديسيوم
أفروديسيوم (باللاتينية: Aphrodisum) يعد ميناء عنابة من أكبر التحف الحضرية في سواحل شرق الجزائر.

## أصل التسمية
سمي ميناء عنابة بالأفروديسيوم نسبة إلى أفروديت آلهة الحب والحرب عند الإغريق وهي ابنة إله البحر الإغريقي بوسيدون حيث تقول الاسطورة أن أفروديت ولدت من زبد البحر
عرف الميناء باسم إييسيل عند الماسيل وهي كلمة مركبة من جزئين إيييس تعني فرس وإيل تعني البحر وتعني فرس البحر وقد تحول إلى اسم عباب رجبان عندما استولى عليه الفينيقيين ثم عاد إلى اسم إييسيل عندما استرجع الملك الماسيلي النوميدي غايا ومع سقوط هيبون في يد الرومان سمي بمناء الأفروديسيوم نسبة إلى أفروديت وهي نفسها فينوس عند الرومان.

## تاريخ الأفروديسيوم
تعود آثار الأفروديسيوم إلى القرن 12 ق.م حيث وضعت قبائل الماسيل الاسس الأولى لبنائه فارتبط باسمهم، وبسطوا سلطة سفنهم التجارية والحربية على غرب البحر الابيض المتوسط، ومع مطلع القرن 8 ق.م شهد الأفروديسيوم رسو لسفن فينيقية مما جعل التجارة البحرية تتطور أكثر، وبتطور حركة التبادل التجاري تطورت الاسواق في هيبون وأصبحت همزة وصل بين قرطاج والماسيل وازدادت قوة اسطولها البحري الذي شهد عدة مغامرات بحرية في اكتشاف حدود العالم القديم وفي الحروب البونيقية الثلاث.